# Mesostenus longicaudis
Mesostenus longicaudis är en stekelart som beskrevs av Ezra Townsend Cresson 1872.
Mesostenus longicaudis ingår i släktet Mesostenus och familjen brokparasitsteklar. Inga underarter finns listade i Catalogue of Life.